# Bjelosavljevići
Bjelosavljevići (en serbe cyrillique : Бјелосављевићи) est un village de Bosnie-Herzégovine. Il est situé sur le territoire de la ville d'Istočno Sarajevo, dans la municipalité de Sokolac et dans la république serbe de Bosnie. Selon les résultats du recensement bosnien de 2013, il compte 71 habitants.

## Géographie
Le village est situé à l'est du mont Romanija.

## Histoire
Sur le territoire du village se trouve la nécropole de Crkvina, qui abrite 360 stećci, un type particulier de tombes médiévales ; avec les vestiges d'une église située sur le site, cet ensemble est inscrit sur la liste des monuments nationaux de Bosnie-Herzégovine.

## Démographie

### Évolution historique de la population dans la localité
| 1948 | 1953 | 1961 | 1971 | 1981 | 1991 | 2013 |
| ---- | ---- | ---- | ---- | ---- | ---- | ---- |
| -    | -    | 204  | 175  | 134  | 113  | 71   |

|  |

### Répartition de la population par nationalités (1991)
En 1991, les 113 habitants du village étaiient tous serbes.

### Communauté locale
En 1991, la communauté locale de Bjelosavljevići comptait 113 habitants, répartis de la manière suivante :